# 1995年中国大陆
| 中国历史 / 中国历史年表 |
| 世紀： 19世纪中国 / 20世纪中国 / 21世纪中国 |
| 年代： 1960年代中国大陆 / 1970年代中国大陆 / 1980年代中国大陆 / 1990年代中国大陆 / 2000年代中国大陆 / 2010年代中国大陆 / 2020年代中国大陆                     |
| 年份： 1991年中国大陆 / 1992年中国大陆 / 1993年中国大陆 / 1994年中国大陆 / 1995年中国大陆 / 1996年中国大陆 / 1997年中国大陆 / 1998年中国大陆 / 1999年中国大陆 |
| 纪年： 乙亥年（猪年）、中华人民共和国成立46周年 |

## 黨和國家領導人

### 最高領導人
- 中國共產黨中央委員會總書記：江澤民

### 國家元首
- 中華人民共和國主席：江澤民

### 政府首腦
- 中華人民共和國國務院總理：李鵬

## 大事記

### 1月
- 1月1日，中国大陸第一个专业体育频道中央电视台体育频道正式开播。
- 1月3日，17时53分，山东省济南市地下电缆沟爆炸，2.2公里路段的人行道和部分路面不同程度破坏，死亡13人，伤48人，直接经济损失429.1万元。
- 1月10日：國家氣候中心在北京成立。
- 1月14日：第八屆全國冬季運動會在吉林省吉林市舉行。
- 1月26日：四川省西昌卫星发射中心發射长征2号E火箭，火箭载着美国休斯空间通信国际公司研制的亚太二号通信卫星，但飛行至50秒時發生爆炸[1][2]。
- 1月30日：中國共產黨中央委員會總書記江澤民發表關於兩岸統一的「江八點」。

### 2月
- 2月18日，浙江省宁波市北仑区柴桥镇穿山村“浙甬渔运18号”船，19时30分左右行至岙山岛与洋小猫岛附近螺头水道沉没。死亡失踪72人，直接经济损失据测算70万元。

### 3月
- 3月11日9时30分，江西省萍乡市上栗县东源乡石岭村鞭炮厂爆炸，厂房倒塌，33人死亡（在校中小学生13人，不在校的未成年人2人），伤12人，其中重伤2人。

### 4月
- 4月21日，浙江省海运总公司浙海8号轮经舟山普陀山附近与山东鲁海302号轮相撞，浙海8号轮沉没，死亡13人。
- 4月24日，新疆乌鲁木齐市水产蛋禽副食品公司的凤凰时装城装修工地电线短路发生火灾，52人死亡、6人受伤，过火面积近489平方米，直接财产损失41万6129元。扑救中，11名消防战士受伤。

### 5月
- 5月1日：中國開始實行每周五天工作制。
- 5月2日，上海市第三建筑发展总公司位于浦东徐浦大桥工地，主塔一榀抓架倒塌，死亡12人，伤2人。

### 6月
- 6月23日，安徽省淮南矿务局谢一矿瓦斯爆炸。事故抢救过程中，井下又连续爆炸。76人死亡，49人受伤，直接经济损失300多万元。

### 7月
- 7月4日：中共中央展開對前北京市市長陳希同的審查。
- 7月7日：長江下游出現自新中國成立以來，第二大洪澇災難。
- 7月21日至28日，中國人民解放軍舉行二砲部隊的飛彈試射演習，朝向距離台灣基隆港約56公里的彭佳嶼海域附近舉行飛彈試射，台灣海峽飛彈危機爆發。

### 9月
- 9月2日，广东顺德市桂洲镇红旗管理区竹山打火机厂爆炸，死亡22人，重伤19人，轻伤26人。
- 9月4日：第四次世界婦女大會在北京召開。

### 10月
- 10月21日：中國向聯合國贈送「世紀寶鼎」，以祝賀聯合國成立50周年。
- 10月23日，黑龙江省哈尔滨市依兰二矿透水事故，死亡41人。
- 10月26日，北京首都國際機場客運大樓擴建工程動工。

### 11月
- 11月8日，江泽民提出“三讲教育”。
- 11月13日，四川省重庆市江津轮船总公司江津6号客轮与贵州轮船总公司遵义308号拖轮碰撞，江津6号轮沉没，死亡失踪46人。

### 12月
- 12月，魏京生二度受審，被判14年。[3]
- 12月8日，四川德阳市建筑公司第三工程处在市棉麻总公司综合楼工地装修时，大楼垮塌，死亡17人，重伤5人，轻伤5人。
- 12月31日，贵州省盘江矿务局老屋基煤矿瓦斯爆炸，死亡65人，伤24人。